# Jens Lehmann
Jens Lehmann (ur. 10 listopada 1969 w Essen) – niemiecki piłkarz występujący na pozycji bramkarza, reprezentant Niemiec.

## Kariera
Przygodę z piłką nożną rozpoczął w wieku 6 lat. Od 1975 do 1978 grał w klubie DJK Heisingen. Później przez 9 lat był w klubie Schwarz-Weiß Essen. W 1987 roku został zakupiony do Schalke 04. W barwach tego klubu rozegrał 274 spotkania i strzelił dwa gole. W sezonie 1997/1998 zdobył bramkę i został pierwszym w historii bramkarzem Bundesligi, który strzelił gola z gry. Był także zawodnikiem m.in. A.C. Milan i Borussii Dortmund, gdzie grał do roku 2003. Pod koniec sezonu 2002/2003 trafił do londyńskiego Arsenalu jako zastępstwo legendy klubu, Davida Seamana.
W reprezentacji Niemiec rozegrał 61 meczów. Pod koniec kwietnia 2006 trener reprezentacji Niemiec, Jürgen Klinsmann, zdecydował, że Lehmann będzie pierwszym bramkarzem podczas Mundialu 2006. Na tych mistrzostwach Lehmann wraz z drużyną zdobył brązowy medal. Wystąpił w 6 meczach, zagrał 600 minut, wpuścił 5 bramek, w meczu z Argentyną, w serii rzutów karnych obronił 2 z nich.
17 maja 2006 jego Arsenal przegrał w finale Ligi Mistrzów z FC Barcelona 2:1. Jens Lehmann był pierwszym piłkarzem, który w finale tych rozgrywek otrzymał czerwoną kartkę. 4 maja 2008 w meczu z Evertonem zmienił w 69 minucie Łukasza Fabiańskiego i ostatni raz zagrał w barwach Arsenalu.
10 sierpnia 2008 roku zadebiutował w VfB Stuttgart w meczu przeciwko FC Hansa Lüneburg który odbył się w ramach Pucharu Niemiec. 17 sierpnia zagrał po raz pierwszy od pięciu lat w Bundeslidze w meczu przeciwko Borussii Mönchengladbach.
Karierę piłkarską zakończył meczem w Bundeslidze w dniu 8 maja 2010.
W marcu 2011 roku wznowił karierę i podpisał kontrakt z Arsenalem ważny do 30 czerwca 2011. Powodem ponownego zatrudnienia go w klubie były zbiegające się w czasie kontuzje dwóch czołowych bramkarzy Arsenalu, Polaków Wojciecha Szczęsnego i Łukasza Fabiańskiego, wskutek czego jedynym znaczącym bramkarzem w drużynie pozostał Manuel Almunia. Początkowo miał pozostawać rezerwowym bramkarzem, jednakże wskutek słabej postawy Almunii, po raz drugi zadebiutował w drużynie Arsenalu już w kwietniu 2011.

## Inne
- Grając w reprezentacji Niemiec, występował też z numerem 9 na koszulce[3]

## Odznaczenia
- Srebrny Liść Laurowy (2006)[4]